# Serie A2 d'Eccellenza 1996-1997
Il campionato di Serie A2 d'Eccellenza di pallacanestro femminile 1996-1997 è stato il terzo disputato, nonché il secondo livello della settantunesima stagione italiana.
Sono state promosse in Serie A1 Vicenza e Chieti. A causa delle molte rinunce (due nella massima serie, due nella Serie A2 d'Eccellenza), sono state ripescate le tre le squadre retrocesse in Serie A2.

## Classifiche

### Girone A
- Qualificate alla Poule Promozione: Vicenza, Prato, La Spezia e Porto Sant'Elpidio.
- Qualificate alla Poule Salvezza: Sesto San Giovanni, Valdarno, Ivrea e Firenze.

### Girone B
|  |    | Classifica finale 1996-1997 | Pt | G  | V  | P  | GF | GS |
|  | -- | --------------------------- | -- | -- | -- | -- | -- | -- |
|  | 1. | Anagni                      | 22 | 14 | 11 | 3  | -  | -  |
|  | 2. | Chieti                      | 22 | 14 | 11 | 3  | -  | -  |
|  | 3. | Cagliari                    | 20 | 14 | 10 | 4  | -  | -  |
|  | 4. | Ambra Bari                  | 18 | 14 | 9  | 5  | -  | -  |
|  | 5. | Termini                     | 16 | 14 | 8  | 6  | -  | -  |
|  | 6. | Sassari                     | 6  | 14 | 3  | 11 | -  | -  |
|  | 7. | R. Calabria                 | 4  | 14 | 2  | 12 | -  | -  |
|  | 8. | Palermo                     | 4  | 14 | 2  | 12 | -  | -  |

### Poule Promozione
|  |    | Classifica finale 1996-1997 | Pt | G  | V  | P  | GF | GS |
|  | -- | --------------------------- | -- | -- | -- | -- | -- | -- |
|  | 1. | Vicenza                     | 22 | 14 | 11 | 3  | -  | -  |
|  | 2. | Prato                       | 22 | 14 | 11 | 3  | -  | -  |
|  | 3. | La Spezia                   | 18 | 14 | 9  | 5  | -  | -  |
|  | 4. | Chieti                      | 14 | 14 | 7  | 7  | -  | -  |
|  | 5. | P.S. Elpidio                | 12 | 14 | 6  | 8  | -  | -  |
|  | 6. | Ambra Bari                  | 10 | 14 | 5  | 9  | -  | -  |
|  | 7. | Anagni                      | 10 | 14 | 5  | 9  | -  | -  |
|  | 8. | Cagliari                    | 4  | 14 | 2  | 12 | -  | -  |

### Poule Salvezza
|  |    | Classifica finale 1996-1997 | Pt | G  | V  | P  | GF  | GS  |
|  | -- | --------------------------- | -- | -- | -- | -- | --- | --- |
|  | 1. | Sesto                       | 24 | 14 | 12 | 2  | 954 | 822 |
|  | 2. | Valdarno                    | 18 | 14 | 9  | 5  | 930 | 828 |
|  | 3. | Ivrea                       | 18 | 14 | 9  | 5  | 908 | 829 |
|  | 4. | Termini                     | 14 | 14 | 7  | 7  | 896 | 923 |
|  | 5. | Florence                    | 12 | 14 | 6  | 8  | 827 | 830 |
|  | 6. | Verga                       | 10 | 14 | 5  | 9  | 794 | 836 |
|  | 7. | Reggio Cal.                 | 10 | 14 | 5  | 9  | 848 | 949 |
|  | 8. | Sassari                     | 6  | 14 | 3  | 11 | 797 | 937 |

## Verdetti
- Promossa in Serie A1:  Vicenza
- Ripescata in Serie A1:  CUS Chieti
- Retrocesse in Serie A2:  Palermo, Reggio Calabria e Sassari (poi ripescate)
- Rinunciano alla Serie A2/Ecc.:  Anagni e Ivrea